# Larsen & Toubro
Larsen & Toubro Limited é um conglomerado indiano que atua nos setores de construção e engenharia.